# 1456
1456 (MCDLVI) je bilo prestopno leto, ki se je po julijanskem koledarju začelo na četrtek.

## Dogodki
- Turki zavzamejo Atene
- Potres uniči Neapelj, približno 30.000 - 40.000 žrtev.
- Moskovska velika kneževina in Novgorodska republika podpišeta Jaželbiški mirovni sporazm

## Rojstva
- 1. marec - Vladislav II. Ogrski, češki, ogrski in hrvaški kralj († 1516)
- 21. marec - Jurij Slatkonja, slovenski škof († 1522)

## Smrti
- 11. avgust - János Hunyadi, ogrski vojskovodja, oče Matije Korvina  (* 1387)
- 23. oktober - sveti Janez Kapistran, italijanski svetnik (* 1386)
- 9. november - Ulrik II. Celjski, celjski knez (* 1406)
- 24. december - Đurađ Branković, srbski despot  (* 1377)